# Rheochorema lobuliferum
Rheochorema lobuliferum är en nattsländeart som beskrevs av Oliver S. Flint Jr. 1967. Rheochorema lobuliferum ingår i släktet Rheochorema och familjen Hydrobiosidae. Inga underarter finns listade i Catalogue of Life.